# Hayward Lake (Indiana)
Hayward Lake ist ein kleiner See direkt nordwestlich der Grenze zu Stroh im LaGrange County, im US-Bundesstaat Indiana, in den Vereinigten Staaten. Der Gletscherrandsee besitzt eine Oberfläche von 2,02 Hektar und liegt etwa 600 Meter westlich des Big Turkey Lake. Die maximale Tiefe beträgt 6,1 Meter.
Sonstige Ortschaften, die sich in unmittelbarer Nähe befinden, sind unter anderem:Elmira, Shady Nook, Mount Pisgah und Gravel Beach.